# Mats Åhlfeldt
Mats Erik Åhlfeldt, född 23 september 1963 i Brännkyrka församling, Stockholm, är en svensk barnskådespelare och röstskådespelare som har dubbat svenska versioner av tecknade filmer. Han förekom också tidigt på vita duken, i filmen Ministern från 1970.

## Rollista (i urval)
- 1970 – Aristocats (svensk röst till Toulouse)
- 1970 – Ministern (Mats-Peter)
- 1972 – Snobben, kom hem! (svensk röst till Linus)
- 1973 – Robin Hood (svensk röst till Hoppsan)
- 1981 – Pelle Svanslös (röst till Pelle Svanslös)

### Webbkällor
- Mats Åhlfeldt på Svensk Filmdatabas
- Mats Åhlfeldt på Internet Movie Database (engelska)